# Partula tohiveana
Partula tohiveana é uma espécie de gastrópodes da família Partulidae.
Foi endémica da Polinésia Francesa.